# Крис Петерс
Крис Петерс (на нидерландски: Kris Peeters) е фламандски политик от партията Християндемократически и фламандски.

## Биография
Той е роден на 18 май 1962 година в Рет, днес част от Рьомст. Завършва право в Антверпен, след което работи като адвокат. През 1991 година оглавява изследователския отдел на Националния християнски съюз на средната класа, а от 1994 година е начело на организацията. През 2004 година става министър на обществените строежи, енергетиката, околната среда и природата във фламандското правителство. От 2007 до 2014 година е министър-председател на Фландрия. След това е вицепремиер и министър на икономиката и заетостта във федералното правителство на Шарл Мишел.